# Ernst Ludwig von Aster
Ernst Ludwig von Aster (ur. 5 października 1778 w Dreźnie, zm. 10 lutego 1855 w Berlinie) – generał piechoty i inżynier wojskowy saski, rosyjski i pruski. 
Od 1794 pracował w Korpusie Inżynierów w Saksonii. Od 1809 roku był kapitanem i pracował w saskim sztabie wojskowym. W 1811 roku został przeniesiony do Torgau, gdzie pomagał w budowie twierdzy. Dwa lata później przeszedł na stronę rosyjską i jeszcze w tym samym roku brał udział w zdobywaniu, częściowo przez siebie zbudowanej, Twierdzy Torgau. W 1815 roku wstępuje do armii pruskiej w stopniu pułkownika. Podczas wojen napoleońskich brał udział w oblężeniach twierdz Maubege, Landrecy, Philippeville, Rocron oraz Givet. Także tego samego roku Aster otrzymał nominację na generała i szefa II Korpusu Armijnego. W latach 1826–1837 był komendantem Twierdzy Koblencja. Od 1837 był Generalnym Inspektorem Korpusu Inżynierów i Twierdz oraz członek Rady Państwa, od 1842 roku generał piechoty. Brał udział w ufortyfikowaniu kilku innych twierdz pruskich, m.in. w Kolonii, Poznaniu i Królewcu. Na jego cześć w Twierdzy Koblencja oraz Twierdzy Poznań fortom nadano nazwy pochodzące od nazwiska Aster.

## Odznaczenia
W trakcie służby wojskowej gen. von Astrer otrzymał:
- Order Orła Czarnego (Prusy)
- Order Pour le Mérite (Prusy)
- Krzyż Żelazny II klasy (Prusy)
- Odznaka za Służbę Wojskową (Prusy)
- Komandor Orderu Zasługi Wojskowej Karola Fryderyka (Badenia)
- Kawaler Orderu Wojskowego Świętego Henryka (Saksonia)
- Kawaler Legii Honorowej (Francja)
- Order Świętego Włodzimierza III klasy (Imperium Rosyjskie)
- Order Świętej Anny I klasy z brylantami (Imperium Rosyjskie)
- Broń Złota „Za Waleczność” (Imperium Rosyjskie)